# Luc Alphand
Luc Alphand (* 6. August 1965 in Briançon) ist ein ehemaliger französischer Skirennläufer, Motorsportler und seit 2015 Sportdirektor der Silk Way Rally. Er gewann die Gesamtwertung des Skiweltcups 1996/97, im Motorsport war sein größter Erfolg der Sieg bei der Rallye Dakar 2006. 

## Skisport-Karriere
Alphand gewann in seiner Laufbahn zwölf Weltcuprennen, darunter zehn Abfahrten und zwei Super-G. In den Jahren 1995, 1996 und 1997 holte er die kleine Kristallkugel für den Sieg im Abfahrtsweltcup, 1997 gewann er auch die Trophäe im Super-G. 1997 gewann er als Höhepunkt seiner Karriere den Gesamtweltcup – als erster und bis heute einziger Speed-Spezialist ausschließlich mit Ergebnissen aus Abfahrt und Super-G. Im selben Jahr wurde er von der Sportzeitung L’Équipe zu Frankreichs Sportler des Jahres („Champion des champions“) gewählt und von der Internationalen Vereinigung der Ski-Journalisten (AIJS) mit dem Skieur d’Or ausgezeichnet.
Bei Olympischen Spielen und Weltmeisterschaften war Alphand nicht so erfolgreich. Hier gewann er lediglich Bronze in der Abfahrt bei den Weltmeisterschaften 1996 in der Sierra Nevada.
Alphand wurde zehn Mal französischer Meister: Achtmal siegte er in der Abfahrt und jeweils einmal im Super-G und in der Kombination.

### Olympische Spiele
- Calgary 1988: 4. Kombination, 7. Super-G
- Albertville 1992: 12. Abfahrt, 16. Super-G
- Lillehammer 1994: 8. Abfahrt, 8. Super-G

### Weltmeisterschaften
- Bormio 1985: 11. Kombination
- Morioka 1993: 4. Abfahrt, 6. Kombination
- Sierra Nevada 1996: 3. Abfahrt, 9. Super-G
- Sestriere 1997: 12. Super-G

### Weltcupwertungen
Luc Alphand gewann in der Saison 1996/97 den Gesamtweltcup, dazu kommen vier weitere Siege in Disziplinenwertungen.
| Saison  | Gesamt | Gesamt | Abfahrt | Abfahrt | Super-G | Super-G | Kombination | Kombination |
| Saison  | Platz  | Punkte | Platz   | Punkte  | Platz   | Punkte  | Platz       | Punkte      |
| ------- | ------ | ------ | ------- | ------- | ------- | ------- | ----------- | ----------- |
| 1987/88 | 61.    | 16     | 37.     | 6       | 16.     | 10      | –           | –           |
| 1988/89 | 40.    | 25     | –       | –       | 10.     | 25      | –           | –           |
| 1989/90 | 80.    | 10     | –       | –       | 21.     | 10      | –           | –           |
| 1990/91 | 35.    | 37     | 17.     | 22      | 10.     | 15      | –           | –           |
| 1991/92 | 53.    | 170    | 25.     | 80      | 19.     | 90      | –           | –           |
| 1992/93 | 59.    | 133    | 40.     | 39      | 20.     | 72      | 23.         | 22          |
| 1993/94 | 27.    | 293    | 14.     | 227     | 17.     | 66      | –           | –           |
| 1994/95 | 8.     | 609    | 1.      | 484     | 14.     | 96      | 11.         | 29          |
| 1995/96 | 4.     | 839    | 1.      | 577     | 4.      | 262     | –           | –           |
| 1996/97 | 1.     | 1130   | 1.      | 779     | 1.      | 351     | –           | –           |

### Weltcupsiege
- 23 Podestplätze, davon 12 Siege:

| Datum             | Ort                    | Land        | Disziplin |
| ----------------- | ---------------------- | ----------- | --------- |
| 13. Januar 1995   | Kitzbühel              | Österreich  | Abfahrt   |
| 14. Januar 1995   | Kitzbühel              | Österreich  | Abfahrt   |
| 15. März 1995     | Bormio                 | Italien     | Abfahrt   |
| 1. Dezember 1995  | Vail                   | USA         | Abfahrt   |
| 9. Dezember 1995  | Val-d’Isère            | Frankreich  | Abfahrt   |
| 2. Februar 1996   | Garmisch-Partenkirchen | Deutschland | Abfahrt   |
| 20. Dezember 1996 | Gröden                 | Italien     | Abfahrt   |
| 29. Dezember 1996 | Bormio                 | Italien     | Abfahrt   |
| 24. Januar 1997   | Kitzbühel              | Österreich  | Abfahrt   |
| 29. Januar 1997   | Laax                   | Schweiz     | Super-G   |
| 21. Februar 1997  | Garmisch-Partenkirchen | Deutschland | Super-G   |
| 22. Februar 1997  | Garmisch-Partenkirchen | Deutschland | Abfahrt   |

## Motorsport-Karriere
Nach seiner Skikarriere widmete sich Luc Alphand dem Motorsport und startete bei zahlreichen Wüstenrallyes. Bei der Rallye Dakar 2005 wurde er Zweiter in der Gesamtwertung. Die Rallye Dakar 2006 gewann er schließlich auf Mitsubishi. Damit ist er der erste Skirennläufer bzw. der erste prominente Quereinsteiger, der diese Rallye gewann. Von 2001 bis 2009 war Alphand jedes Jahr bei den 24 Stunden von Le Mans am Start. Im November 2010 erklärte Luc Alphand seinen Rücktritt vom aktiven Motorsport. Der Grund ist eine schwere Verletzung der Wirbelsäule, die er bei einer Motorradrallye 2009 in Frankreich erlitt. Später war er trotz seiner Rücktrittserklärung bis 2018 weiterhin als Fahrer des X-Raid-Teams im Motorsport aktiv und fuhr auf MINI John Cooper Works Rally beispielsweise die Rally Kazakhstan und die Abu Dhabi Desert Challenge.

## Le-Mans-Ergebnisse
| Jahr | Team                          | Fahrzeug                  | Teamkollege         | Teamkollege          | Platzierung | Ausfallgrund |
| ---- | ----------------------------- | ------------------------- | ------------------- | -------------------- | ----------- | ------------ |
| 2001 | Warm Up Luc Alphand Aventures | Porsche 996 GT3 R         | Michel Ligonnet     | Luis Marques         | Rang 17     |              |
| 2002 | Luc Alphand Aventures         | Porsche 996 GT3 RS        | Christian Lavieille | Olivier Thévenin     | Rang 24     |              |
| 2003 | Luc Alphand Aventures         | Ferrari 550 GTS Maranello | Jérôme Policand     | Frédéric Dor         | Rang 21     |              |
| 2004 | Luc Alphand Aventures         | Porsche 996 GT3 RS        | Christian Lavieille | Philippe Alméras     | Rang 16     |              |
| 2005 | Luc Alphand Aventures         | Porsche 996 GT3 RS        | Jérôme Policand     | Christopher Campbell | Rang 18     |              |
| 2006 | Luc Alphand Aventures         | Chevrolet Corvette C5-R   | Jérôme Policand     | Patrice Goueslard    | Rang 7      |              |
| 2007 | Luc Alphand Aventures         | Chevrolet Corvette C6.R   | Jérôme Policand     | Patrice Goueslard    | Rang 12     |              |
| 2008 | Luc Alphand Aventures         | Chevrolet Corvette C6.R   | Jérôme Policand     | Guillaume Moreau     | Rang 17     |              |
| 2009 | Luc Alphand Aventures         | Chevrolet Corvette C6.R   | Stéphan Grégoire    | Patrice Goueslard    | Ausfall     | Unfall       |

## Kritik
Bilder von Luc Alphand, bei denen er mit zuvor von ihm erlegten Tieren zu sehen ist, gingen im Oktober 2016 in Frankreich durch die Presse und sorgten für Kritik.

## Auszeichnungen
- 1997: Champion des champions
- 1997: Skieur d’Or

## Privates
Alphand hat mit seiner aus Schweden stammenden Frau Anna-Karin drei Kinder. Sowohl seine Tochter Estelle als auch die Söhne Nils und Sam sind Skirennläufer. Seine Tochter startet allerdings für Schweden.